# Кукуље (Бијело Поље)
Кукуље је насеље у општини Бијело Поље у Црној Гори. Према попису из 2003. било је 569 становника (према попису из 1991. било је 777 становника).

## Демографија
У насељу Кукуље живи 381 пунолетни становник, а просечна старост становништва износи 31,5 година (31,0 код мушкараца и 32,0 код жена). У насељу има 134 домаћинства, а просечан број чланова по домаћинству је 4,25.
Становништво у овом насељу веома је хетерогено, а у последња три пописа, примећен је пад у броју становника.
|  |

| Демографија | Демографија | Демографија |
| Година      | Становника  | Становника  |
| ----------- | ----------- | ----------- |
|             |             |             |
|             |             |             |
|             |             |             |
|             |             |             |
| 1948.       | 632         |             |
| 1953.       | 809         |             |
| 1961.       | 852         |             |
| 1971.       | 912         |             |
| 1981.       | 894         |             |
| 1991.       | 777         | 777         |
| 2003.       | 608         | 569         |
|             |             |             |

| Етнички састав према попису из 2003.‍ | Етнички састав према попису из 2003.‍ | Етнички састав према попису из 2003.‍ | Етнички састав према попису из 2003.‍ | Етнички састав према попису из 2003.‍ |
| ------------------------------------ | ------------------------------------ | ------------------------------------ | ------------------------------------ | ------------------------------------ |
|                                      |                                      |                                      |                                      |                                      |
| Бошњаци                              | Бошњаци                              |                                      | 347                                  | 60,98%                               |
| Муслимани                            | Муслимани                            |                                      | 141                                  | 24,78%                               |
| Срби                                 | Срби                                 |                                      | 35                                   | 6,15%                                |
| Црногорци                            | Црногорци                            |                                      | 24                                   | 4,21%                                |
| непознато                            | непознато                            |                                      | 13                                   | 2,28%                                |

| Година пописа     | 1948. | 1953. | 1961. | 1971. | 1981. | 1991. | 2003. |
| ----------------- | ----- | ----- | ----- | ----- | ----- | ----- | ----- |
| Број домаћинстава | 109   | 150   | 155   | 160   | 167   | 170   | 136   |

| Број чланова      | 1   | 2  | 3  | 4  | 5  | 6  | 7  | 8  | 9 | 10 и више | Просек |
| ----------------- | --- | -- | -- | -- | -- | -- | -- | -- | - | --------- | ------ |
| Број домаћинстава | 134 | 15 | 21 | 16 | 18 | 25 | 15 | 18 | 5 | 0         | 1      |

| Пол    | Укупно | Неожењен/Неудата | Ожењен/Удата | Удовац/Удовица | Разведен/Разведена | Непознато |
| ------ | ------ | ---------------- | ------------ | -------------- | ------------------ | --------- |
| Мушки  | 207    | 63               | 109          | 8              | 4                  | 23        |
| Женски | 206    | 45               | 109          | 31             | 2                  | 19        |
| УКУПНО | 413    | 108              | 218          | 39             | 6                  | 42        |

| Пол    | Укупно                    | Пољопривреда, лов и шумарство | Рибарство                            | Вађење руде и камена | Прерађивачка индустрија       |
| ------ | ------------------------- | ----------------------------- | ------------------------------------ | -------------------- | ----------------------------- |
| Мушки  | 50                        | 17                            | 0                                    | 0                    | 9                             |
| Женски | 24                        | 16                            | 0                                    | 0                    | 0                             |
| УКУПНО | 74                        | 33                            | 0                                    | 0                    | 9                             |
| Пол    | Производња и снабдевање   | Грађевинарство                | Трговина                             | Хотели и ресторани   | Саобраћај, складиштење и везе |
| Мушки  | 0                         | 1                             | 0                                    | 1                    | 6                             |
| Женски | 0                         | 0                             | 3                                    | 0                    | 0                             |
| УКУПНО | 0                         | 1                             | 3                                    | 1                    | 6                             |
| Пол    | Финансијско посредовање   | Некретнине                    | Државна управа и одбрана             | Образовање           | Здравствени и социјални рад   |
| Мушки  | 0                         | 0                             | 2                                    | 1                    | 1                             |
| Женски | 0                         | 1                             | 0                                    | 0                    | 0                             |
| УКУПНО | 0                         | 1                             | 2                                    | 1                    | 1                             |
| Пол    | Остале услужне активности | Приватна домаћинства          | Екстериторијалне организације и тела | Непознато            | Непознато                     |
| Мушки  | 4                         | 0                             | 0                                    | 8                    | 8                             |
| Женски | 0                         | 0                             | 0                                    | 4                    | 4                             |
| УКУПНО | 4                         | 0                             | 0                                    | 12                   | 12                            |